# Caleb Daniels
Caleb Daniels (New Orleans, 17 mei 1999) is een Amerikaans basketballer.

## Carrière
Daniels speelde van 2017 tot 2019 collegebasketbal voor de Tulane Green Wave waarna hij vier seizoenen speelde bij de Villanova Wildcats. In de NBA draft van 2023 werd hij niet gekozen. Hij speelde wel in de NBA Summer League voor de Miami Heat en tekende daarna ook een contract bij hen. Dat werd echter voor de start van het seizoen opgezegd en hij speelde daarna een seizoen bij de Sioux Falls Skyforce. In de zomer van 2024 keerde hij terug naar de Miami Heat en speelde opnieuw in de NBA Summer League. Hij tekende opnieuw een contract bij hen daarna maar zag dat opnieuw kort voor de start van het seizoen ontbonden.
Hij keerde opnieuw terug naar de Sioux Falls Skyforce in de NBA G League. Eind maart 2025 tekende hij een contract bij de Belgische eersteklasser BC Oostende. Hij speelde in de zomer van 2025 in de NBA Summer League voor de Brooklyn Nets.

## Erelijst
- Belgisch landskampioen: 2025